# Graslandmosnetwants
De graslandmosnetwants (Acalypta marginata) is een wants uit de familie van de Tingidae (netwantsen). De soort werd het eerst wetenschappelijk beschreven door Johann Friedrich Wolff in 1804.

## Uiterlijk
De langwerpig ovaal gevormde netwants kan ongeveer 2 mm lang worden. Net als de andere netwantsen hebben ze een fijnmazig netwerk van aders op hun vleugels. De vleugeladers zijn uniform van kleur. 
De antennes zijn niet behaard. het halsschild is naar voren gebogen maar steekt niet uit voorbij het midden van de ogen. De soort is kent voornamelijk kortvleugelige (brachypteer) maar ook zeer zelden langvleugelige (macropteer) individuen. Zonder genitaal onderzoek is de wants niet te onderscheiden van de heidemosnetwants (Acalypta nigrina).

## Leefwijze
De volgroeide wantsen kunnen vermoedelijk het hele jaar gevonden worden, waarnemingen zijn bekend uit de periode mei tot juli, nimfen in mei, september en oktober. In Nederland is er vermoedelijk één generatie per jaar.
De wantsen overwinteren als volwassen wants en als nimf.  

## Leefgebied
Het verspreidingsgebied loopt van Europa en Azië, tot in Mongolië. In Nederland is de soort zeer zeldzaam. Ze worden gevonden in Midden- en Noord-Nederland tussen mos op hoge zandgronden met droge, kalkhoudende bodem. 